# The Peninsula (báo)
The Peninsula (tiếng Ả Rập: بينينسولا, nghĩa đen là "Bán đảo") là một tờ báo tiếng Anh được xuất bản hàng ngày tại Doha, Qatar. Các đối thủ cạnh tranh chính của nó là Gulf Times và Qatar Tribune.
The Peninsula được đưa ra vào năm 1996 bởi Dar Al Sharq. Công ty này cũng xuất bản nhật báo tin tức tiếng Ả Rập mang tên Al Sharq và nhật báo kinh doanh tiếng Ả Rập Lusail. Công ty được điều hành bởi Thani bin Abdullah Al Thani, một thành viên của hoàng tộc Qatar.